# Patricia Allison

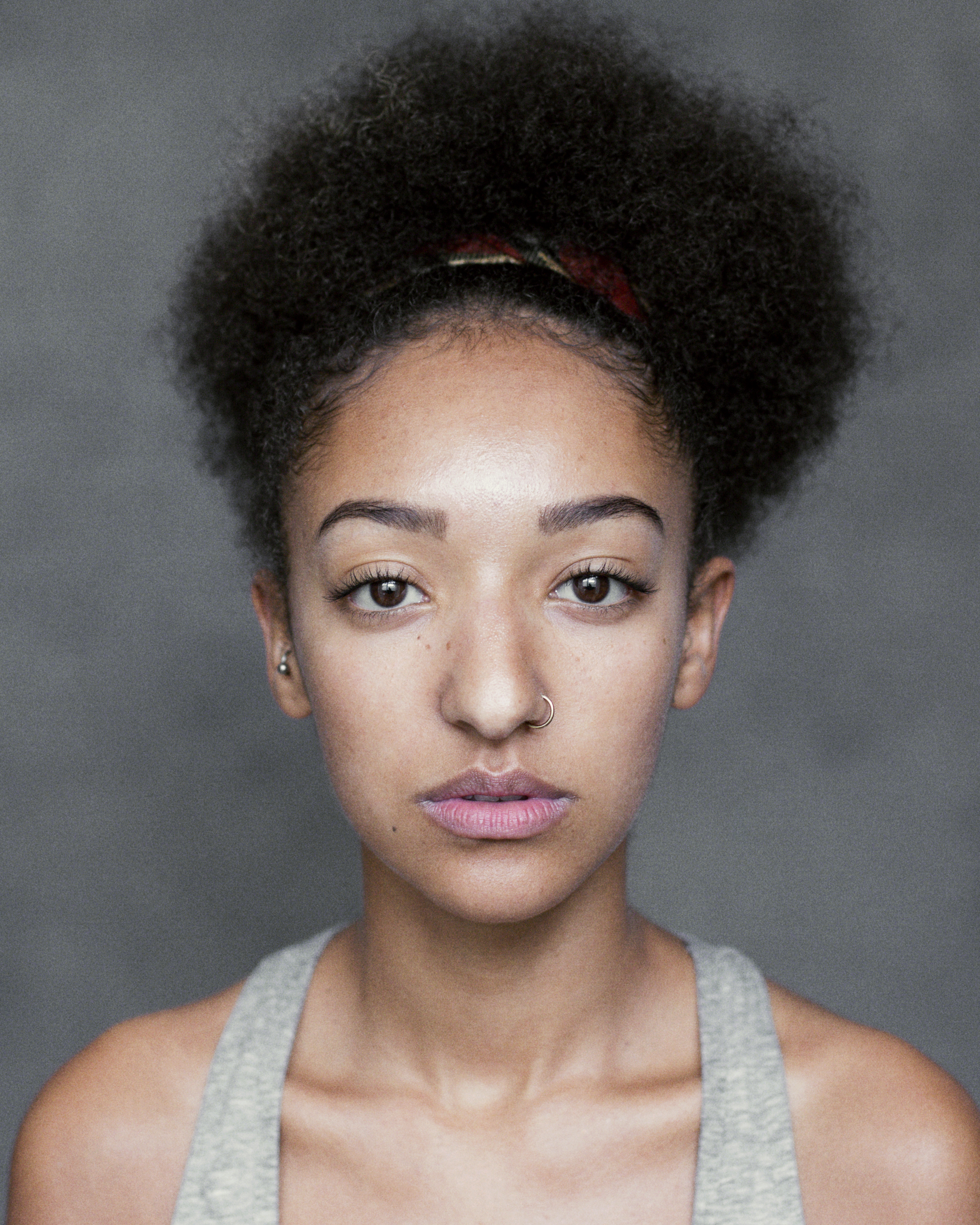
Patricia Allison (2016)

Patricia Allison (* 7. Dezember 1994 in London) ist eine britische Schauspielerin. Sie wurde mit der Hauptrolle als „Ola Nyman“ in der Netflix-Originalserie Sex Education bekannt.

## Leben
Im Alter von zehn Jahren trat sie in einer Inszenierung von Oliver Twist am Royal Opera House auf. Nach ihrem Schulabschluss studierte sie zwei Jahre lang Musiktheater am Colchester Institute, gefolgt von einem vierjährigen Studium an der East 15 Acting School in Loughton, Essex, das sie mit einem Bachelor of Arts in Schauspiel abschloss. 2018 spielte Allison eine Nebenrolle als Marguerite in der BBC-Miniserie Les Misérables, bevor sie von 2019 ab als Ola Nyman in der Netflix-Comedy-Drama-Serie Sex Education auftrat.

## Filmographie (Auswahl)
- 2018: Les Misérables (Fernsehserie, Folge 1x02)
- 2019–2021: Sex Education (Fernsehserie, 21 Folgen)
- 2019: Cecelia Ahern – In deinem Leben  (Thanks for the Memories, Fernsehserie, Folge 1x02)
- 2020: Unprecedented: Real Time Theatre from a State of Isolation (Fernsehserie, Folge 1x02)
- 2021: Superworm (Fernsehfilm)
- 2022: Good Boy (Kurzfilm)
- 2023: Extraordinary (Fernsehserie, Folge 1x06)